# Рольфс, Готтфрид Генрих
Готтфрид Генрих Рольфс (нем. Heinrich Rohlfs; 17 июня 1827, Фегезак, ныне в составе Бремена — 5 мая 1898, Висбаден) — немецкий врач. Брат путешественника Герхарда Рольфса.
Врач в третьем поколении. Получив медицинское образование в различных университетах, служил военным врачом в прусской армии в ходе Датско-прусской войны 1848—1850 гг. Практиковал в Фегезаке, затем в Бремене, в 1874—1881 гг. занимался исследовательской работой в Гёттингенском университете.
Главные труды Рольфса:
- «Medizinische Reisebriefe aus England und Holland» (Лейпциг, 1868),
- «Heilkunde und Gesundheitslehre für Schiffsoffiziere» (4 изд., Галле, 1885),
- «Geschichte der deutschen Medizin» (4 т., Штутгарт и Лейпциг, 1875—1885).

В 1878—1885 Рольфс издавал «Archiv für Geschichte der Medizin».